# Stadtbezirke von Amsterdam
Stadtbezirke entstanden in der Gemeinde Amsterdam ab 1981. Seit Eingemeindung der Stadt Weesp am 24. März 2022 bestehen in Amsterdam neun Stadtbezirke (niederländisch stadsdelen), die sich in 110 Stadtteile (niederländisch wijken) und 518 Wohnviertel (niederländisch buurten) unterteilen.

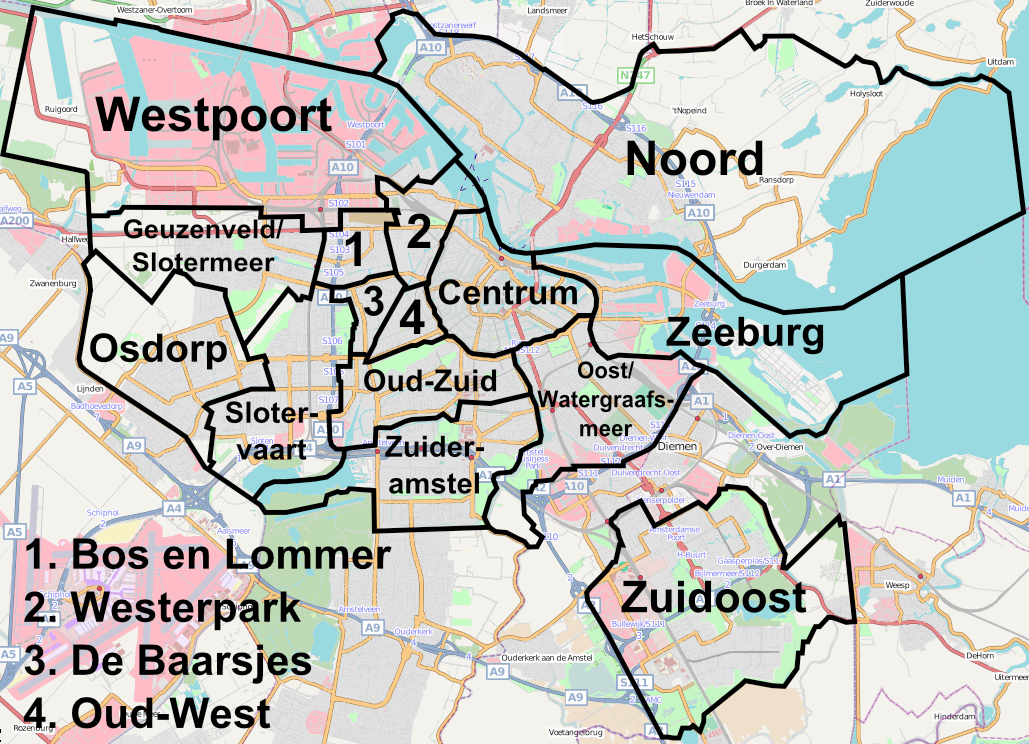
Stadtbezirke und Wohnviertel in Amsterdam (Situation 1998 bis 2010)

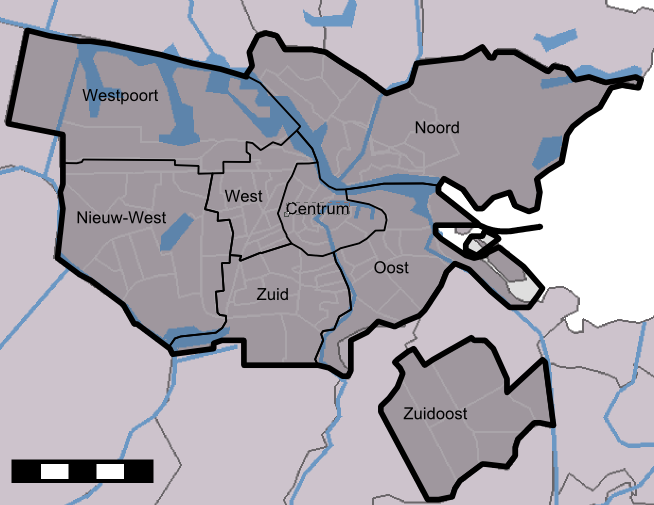
Die acht Stadtbezirke bis zum 23. März 2022, noch ohne Weesp

## Geschichte
Bereits im 18. Jahrhundert gab es eine „Burgerwijkindeling“ (sinngemäß: Einteilung von „Bürgervierteln“) von 60 Vierteln in Amsterdam. 1850 entstand das Einwohnermeldeamt („Bevolkingsregister“) und es kam zu einer neuen Einteilung von 50 Vierteln, die bis 1909 bestehen blieb. Durch die Stadterweiterung wurden in den Jahren 1921, 1931, 1936 und 1946 die Viertel geografisch und verwaltungstechnisch erneut verändert.
Die ersten Stadtbezirke entstanden 1981 mit Amsterdam Noord und Osdorp. Bis zum 30. April 2010 waren es 15, wobei der Bezirk Westpoort keine eigene Bezirksvertretung beziehungsweise keinen Bezirksrat hatte, da Westpoort ein Gewerbegebiet (niederländisch: „Bedrijfsterrein“) ist. Damit existierten 14 „offizielle und amtliche“ Stadtbezirke (mit eigener Bezirksvertretung).
Im Mai 2008 machten die 14 Stadtbezirksvorsitzenden einen Vorschlag zur Verbesserung der Bezirke, worauf hin im September 2008 die „Commissie Verbetering Bestuur Amsterdam“ (Kommission zur Verbesserung der Verwaltung von Amsterdam) gegründet wurde. Der definitive Beschluss lautete, die Anzahl der 14 Bezirke auf sieben zu beschränken, wobei die einzelnen Aufgaben zwischen der Gemeinde und den Stadtbezirken zu regeln sind.
Die bisherigen Bezirke waren:
Amsterdam-Centrum, Amsterdam Noord, Bos en Lommer, De Baarsjes, Geuzenveld-Slotermeer, Oost-Watergraafsmeer, Osdorp, Amsterdam Oud-West, Amsterdam Oud-Zuid, Slotervaart, Westerpark, Zeeburg, Zuideramstel, Amsterdam-Zuidoost und (als fünfzehnter Bezirk) „Westpoort“.
Die 14 Stadtbezirke hatten zusammen 322 Bezirksvertreter und 49 Mitglieder im Bezirksvorstand (Verwaltungstechnisch).

### Chronologische Entwicklung
1981:Die ersten beiden Stadtbezirke entstanden mit Amsterdam Noord und Osdorp.
1987: neue Bezirke mit De Pijp, Watergraafsmeer, Buitenveldert und Zuidost.
1990 (Januar): Erweiterung mit Westerpark, Oud-West, Oost, Indische Buurt/Oostelijk-Havengebied, Bos en Lommer, De Baarsjes, Zuid, Rivierenbuurt, Geuzenveld/Slotermeer und Slotervaart/Overtoomese Veld. Im Mai wurden die Namen Indische Buurt/Oostelijk Havengebiet in Zeeburg geändert.
1998: kam es zu einer Fusion der Stadtbezirke Rivierenbuurt und Buitenveldert. Sie bildeten zusammen einen Teil von Amsterdam-Zuid mit der Prinses Irenebuurt und Zuideramstel. Amsterdam-Oost und Watergraafsmeer wurde Oost/Watergraafsmeer. De Pijp und Amsterdam-Zuid bekamen den Namen Amsterdam Oud-Zuid.
2002: Amsterdam-Centrum bekam eine Bezirksvertretung.
2004: Slotervaart/Overtoomse Veld erhielt den Namen Slotervaart.
2010: ab Mai 2010 wurden die 14 Stadtbezirke auf sieben reduziert.
2014: ab 19. März 2014 können Gemeinden nicht mehr Teilgemeinden oder Stadtteilräte bilden, stattdessen gibt es bestuurscommissies.

## Frühere Stadtbezirke
1987 wurde eine genauere Einteilung der einzelnen Wohnviertel in den Bezirken vorgenommen, die sich im Laufe der Jahre änderten.
Amsterdam-Centrum: Burgwallen Oude Zijde, Burgwallen Nieuwe Zijde, Grachtengordel-West, Grachtengordel-Zuid, Nieuwmarkt, Lastage, Haarlemmerbuurt, Westelijke Eilanden, Zeehelderbuurt, Jordaan, Weteringschans, Weesperstraatbuurt, Plantage, Oostelijke Eilanden.
Amsterdam Noord: Volewijk, IJplein, Vogelbuurt, Tuindorp Buiksloot, Tuindorp Nieuwendam, Tuindorp Oostzaan, Nieuwendammerdijk, Buiksloterdijk, Buikslotermeer, Oostzanerwerf, Kadoelen, Molenwijk, Nieuwendam-Noorde, Buiksloterham, Banne Buiksloot, Landelijk Noord mit den Ortsteilen (früher Dörfer) Ransdorp, Holysloot, Zunderdorp, Durgerdam und Schellingwoude.
Amsterdam-Oost: Ost-Watergraasmeer mit Weesperzijde, Oosterparkbuurt, Dapperbuurt, Transvaalbuurt, Watergraafsmeer.

### Wohnviertel, Ortsteile
Amsterdam Oud-Zuid: Oude Pijp, Nieuwe Pijp, Diamantbuurt, Museumkwartier, Duivelseinland, Apollobuurt, Willemspark, Stadionbuurt, Hoofddorppleinbuurt, Schinkelbuurt.
De Baarsjes: Admiralenbuurt, Postjesbuurt, Trompbuurt, Chassebuurt, Mercatorbuurt.
Geuzenveld-Slotermeer: Eendracht, Geuzenveld, Sprieringhorn, Slotermeer-Nordoost, Slotermeer-Zuidwest.
Oost-Watergraafsmeer: Tuinwijk, Weesperzijde, Oosterparkbuurt, Oostpoort, Dapperbuurt, Transvaalbuurt, Van de Kunbuurt, Don Bosco, Julianapark, Middenmeer, Betondorp, de Omval.
Bos en Lommer: Erasmusbuurt, Gibraltarbuurt, Gulden Winckelbuurt, Landlustbuurt, Kolenkitbuurt, Robert Scottbuurt.
Osdorp: Osdorp-Oost, Osdorp Midden, Lutkemeer, Ookmeer, De Punt, Middelveldsche Akerpolder und Sloten.
Slotervaart: Sloterparkwijk, Nieuw Sloten, Delflandplein, Konigin Wilhelminaplein, Sloterpoort, Overtoomse Veld.
Oud-West: Da Costabuurt, Kinkerbuurt, Van Lennepbuurt, Overtoomse Sluis, Cremerbuurt, Helmersbuurt, Vondelbuurt.
Westerpark: Houthavens, Spaarndammerbuurt, Zeehelderbuurt, Staatsliedenbuurt, Centrale Markt, Frederik Hendrikbuurt.
Zeeburg: Indische Buurt, IJburg, Zeeburgereiland, Oostelijk Havengebiet.
Zuideramstel: Rivierenbuurt, Scheldebuurt, IJsselbuurt, Rijnbuurt, Buitenveldert mit West und Oostbuurt, Prinses Irenebuurt, Zuidas.
Zuid-Oost: Amstel III, Bullewijk, Bijlmer, Venserpolder, Bijlmer-Centrum D, F, H. Bijlmer-Centrum E, G, K., Gaasperdam, Holendrecht, Nellestein, Reigersbos, Gein, Driemond.
−Westpoort: Westelijk Havengebied, Bedrijvengebierd Sloterdijk, Sloterdijk Centrum.

## Bedeutung
In der deutschen und der niederländischen Sprache haben einzelne Begriffe verschiedene Namen beziehungsweise andere Bedeutungen. Der Begriff Stadtbezirk mit eigener Bezirksvertretung nennt sich im niederländischen „Stadsdeel“ und „Stadsdeelrad“. Wörtlich wäre dies im deutschen Sprachgebrauch: „Stadtteil“ und „Stadtteilrat“. 
 Ein „Stadsdeel“ besteht in größeren Städten wiederum aus „Buurten“ und „Wijken“, sowie ein Stadtbezirk aus „Wohnvierteln“ und „Ortsteilen“ bestehen kann. In Amsterdam und Rotterdam werden Stadtbezirke auch „Deelgemeenten“ (Teilgemeinden) genannt. Während in Amsterdam hauptsächlich von „Stadsdelen“ gesprochen wird, ist in Rotterdam der Begriff „Deelgemeente“ gebräuchlich.

## Neue Stadtbezirke mit Wohnvierteln und Ortsteilen
Bei der neuen Einteilung der Amsterdamer Stadtbezirke („Stadsdelen“) sind drei der früheren geblieben und vier neue hinzugekommen.
Die vier neuen Bezirke sind:
- Amsterdam-Oost mit Oost-Watergraafsmeer und Zeeburg. Anzahl Einwohner: 112.000, Grundfläche: 31 km²
- Amsterdam-Zuid mit Amsterdam Oud-Zuid und Zuideramstel. Anzahl Einwohner: 132.000, Grundfläche 17 km²
- Amsterdam Nieuw-West mit Geuzenveld-Slotermeer, Osdorp und Slotervaart. Anzahl Einwohner: 133.000, Grundfläche 32 km²
- Amsterdam-West mit Westerpark, Amsterdam Oud-West, De Baarsjes und Bos en Lommer. Anzahl Einwohner: 130.000, Grundfläche: 10 km²

Die bestehenden Stadtbezirke sind:
- Amsterdam-Centrum mit den Stadtteilen (niederländisch wijken) Haarlemmerbuurt, Burgwallen-Nieuwe Zijde, Burgwallen-Oude Zijde, Nieuwmarkt/Lastage, Oostelijke Eilanden/Kadijken, Weesperbuurt/Plantage, De Weteringschans, Grachtengordel-Zuid, Grachtengordel-West, Jordaan. Anzahl Einwohner: 81.000, Grundfläche: 8 km²
- Amsterdam Noord, Anzahl Einwohner: 87.000, Grundfläche: 64 km²
- Amsterdam-Zuidoost, Anzahl Einwohner: 80.000, Grundfläche: 22 km²[7]

Die sieben neuen Stadtbezirke haben zusammen 199 Bezirksvertreter und 35 Vorstandsmitglieder. 

Die Gesetze und Regeln in den Niederlanden, die für die einzelnen Gemeinden gültig sind, gelten auch für die Stadtbezirke. So wird unter anderem der Bezirksrat („Stadsdeelrad“) auf die gleiche Weise gewählt wie der Gemeinderat.

## Verantwortung der Stadtbezirke
Bildungswesen (zum Beispiel Schulen), Sport, Kunst- und Kultur, Sozialwesen (öffentliches Gemeinwohl) sowie Unterstützung der auf diesen Gebieten arbeitenden Instanzen. 

Baugenehmigungen für Betriebe, Büro- und Wohnhäuser, Planung und Ausführung öffentlicher Einrichtungen (zum Beispiel: Park- und Grünanlagen). 

Stadtreinigung, öffentliche Beleuchtung, Stadtaufsicht. 

Dienstleistungen für Bürger und Touristen. Die Bewachung von Parkplätzen, Stränden, Zügen und Parkanlagen.

## Weiterführende Literatur
- A.H.M. Dölle, D.J. Elzinga, Handboek van het Nederlandse gemeenterecht, Seite 46. Uitgeverij Kluwer, Amsterdam. ISBN 90-268-4169-8